# Villers-le-Rond
Pour les articles homonymes, voir Villers.
Villers-le-Rond est une commune française située dans le département de Meurthe-et-Moselle, en région Grand Est.

## Géographie
Villers-le-Rond se situe sur la D 29 à 11 km à l'ouest de Longuyon, à 125 km de Nancy et à 51 km de Briey (chef-lieu d'arrondissement).
La commune de Villers-le-Rond est assise sur un plateau entre la vallée de la Chiers et celle de l'Othain.
| Velosnes (Meuse)  |                 | Charency-Vezin          |
| Flassigny (Meuse) | Villers-le-Rond |                         |
| Marville (Meuse)  |                 | Saint-Jean-lès-Longuyon |

### Lieux-dits et écarts
La ferme de Higney.

### Communes limitrophes
Elle est entourée de Charency-Vezin au nord et nord-est et de Petit-Failly au sud.

### Hydrographie

#### Réseau hydrographique
La commune est dans le bassin versant de la Meuse au sein du bassin Rhin-Meuse. Elle est drainée par le ravin de Grand-Vau et l'Othain,.

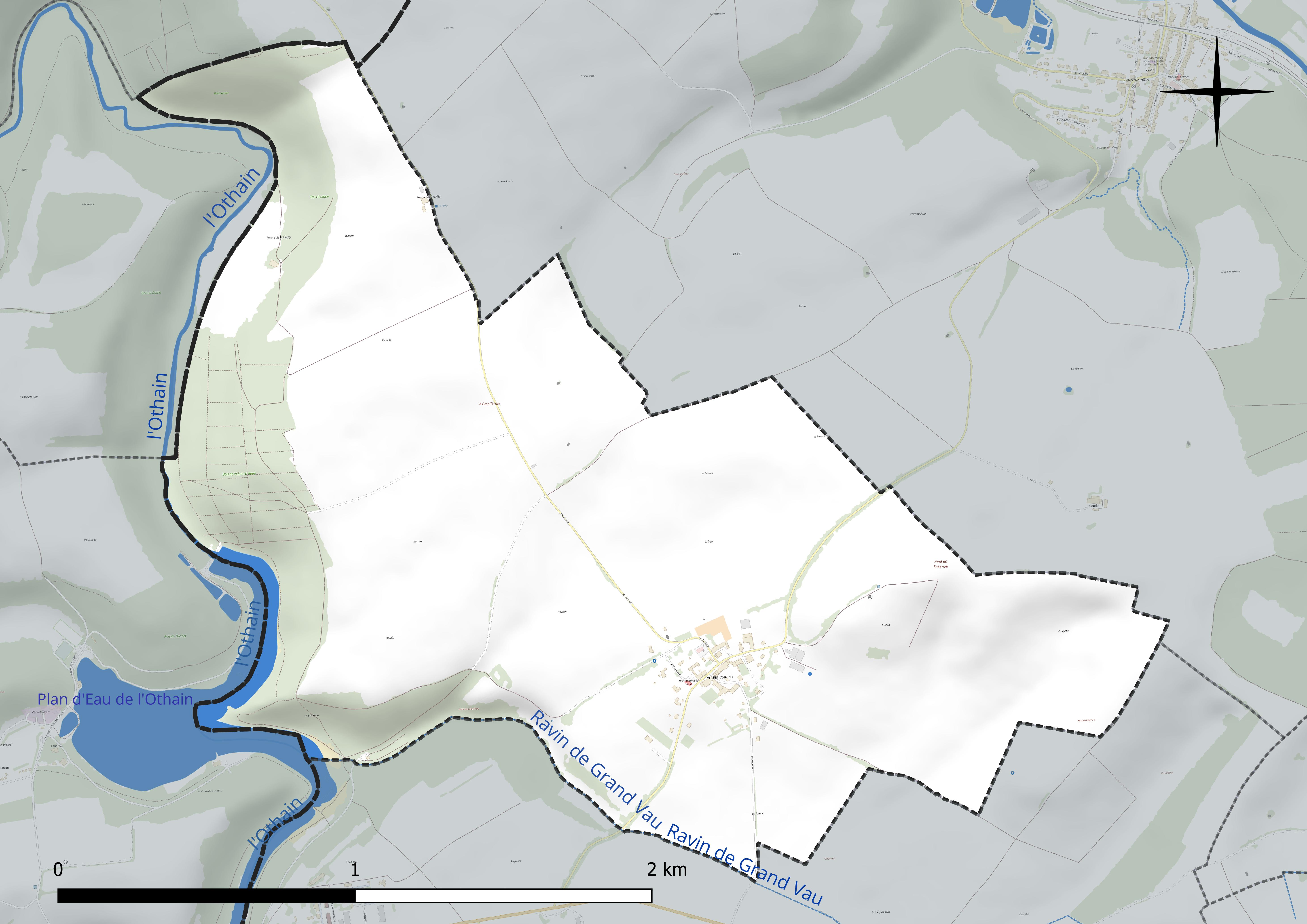
Réseau hydrographique de Villers-le-Rond.

Un plan d'eau complète le réseau hydrographique : le plan d'eau de l'Othain, d'une superficie totale de 26,1 ha (4,8 ha sur la commune),.

#### Gestion et qualité des eaux
Le territoire communal est couvert par le schéma d'aménagement et de gestion des eaux (SAGE) « Bassin ferrifère ». Ce document de planification concerne le périmètre des anciennes galeries des mines de fer, des aquifères et des bassins versants hydrographiques associés qui s’étend sur 2 418 km2. Les bassins versants concernés sont celui de la Chiers en amont de la confluence avec l'Othain, et ses affluents (la Crusnes, la Pienne, l'Othain), celui de l'Orne et ses affluents et celui de la Fensch, le Veymerange, la Kiesel et les parties françaises du bassin versant de l'Alzette et de ses affluents (Kaylbach, ruisseau de Volmerange). Il a été approuvé le 27 mars 2015. La structure porteuse de l'élaboration et de la mise en œuvre est la région Grand Est. 
La qualité des cours d’eau peut être consultée sur un site dédié géré par les agences de l’eau et l’Agence française pour la biodiversité. 

### Climat
Pour des articles plus généraux, voir Climat du Grand Est et Climat de Meurthe-et-Moselle.
En 2010, le climat de la commune est de type climat de montagne, selon une étude du Centre national de la recherche scientifique s'appuyant sur une série de données couvrant la période 1971-2000. En 2020, Météo-France publie une typologie des climats de la France métropolitaine dans laquelle la commune est dans une zone de transition entre le climat océanique altéré et le climat océanique altéré et est dans la région climatique  Lorraine, plateau de Langres, Morvan, caractérisée par un hiver rude (1,5 °C), des vents modérés et des brouillards fréquents en automne et hiver. 
Pour la période 1971-2000, la température annuelle moyenne est de 9,4 °C, avec une amplitude thermique annuelle de 16,1 °C. Le cumul annuel moyen de précipitations est de 987 mm, avec 14,2 jours de précipitations en janvier et 9,7 jours en juillet. Pour la période 1991-2020, la température moyenne annuelle observée sur la station météorologique de Météo-France la plus proche, « Villette », sur la commune de Villette à 4 km à vol d'oiseau, est de 10,1 °C et le cumul annuel moyen de précipitations est de 909,4 mm. 
La température maximale relevée sur cette station est de 39 °C, atteinte le 25 juillet 2019 ; la température minimale est de −14,8 °C, atteinte le 20 décembre 2009,,. 
Les paramètres climatiques de la commune ont été estimés pour le milieu du siècle (2041-2070) selon différents scénarios d'émission de gaz à effet de serre à partir des nouvelles projections climatiques de référence DRIAS-2020. Ils sont consultables sur un site dédié publié par Météo-France en novembre 2022.

## Urbanisme

### Typologie
Au 1er janvier 2024, Villers-le-Rond est catégorisée commune rurale à habitat dispersé, selon la nouvelle grille communale de densité à sept niveaux définie par l'Insee en 2022.
Elle est située hors unité urbaine et hors attraction des villes,.

### Occupation des sols
L'occupation des sols de la commune, telle qu'elle ressort de la base de données européenne d’occupation biophysique des sols Corine Land Cover (CLC), est marquée par l'importance des territoires agricoles (81,1 % en 2018), en augmentation par rapport à 1990 (79,5 %). La répartition détaillée en 2018 est la suivante : terres arables (72,4 %), forêts (15,9 %), prairies (8,6 %), milieux à végétation arbustive et/ou herbacée (1,6 %), eaux continentales (1,4 %). L'évolution de l’occupation des sols de la commune et de ses infrastructures peut être observée sur les différentes représentations cartographiques du territoire : la carte de Cassini (XVIIIe siècle), la carte d'état-major (1820-1866) et les cartes ou photos aériennes de l'IGN pour la période actuelle (1950 à aujourd'hui).

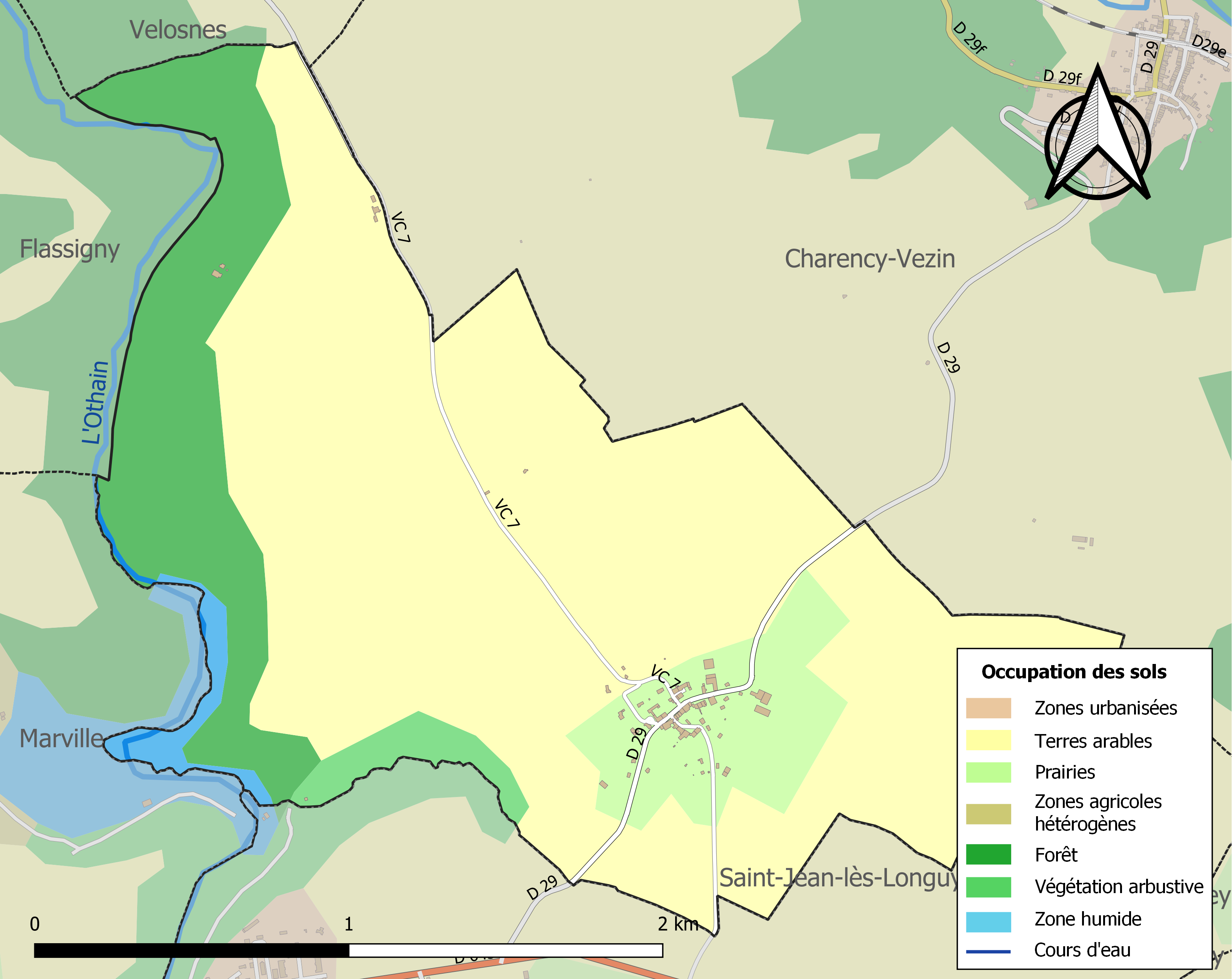
Carte des infrastructures et de l'occupation des sols de la commune en 2018 (CLC).

## Toponymie
Le nom de la localité est attesté sous les formes Villiers-le-Rond (1585) ; Villare Rotondum ; Williers-le-Rond (XVIIIe siècle).

Du bas latin villare « domaine rural ».
La commune de Villers-le-Rond, doit son non probablement au groupement des maisons dont l'ensemble présente une forme ramassée et arrondie.

## Histoire
- Ancienne enclave luxembourgeoise, fut cédée à la France par l'Impératrice-Reine Marie-Thérèse d’Autriche lors de la convention du 16 mai 1769[16].
.

## Politique et administration
| Période                                  | Période                      | Identité                                      | Étiquette | Qualité     |
| ---------------------------------------- | ---------------------------- | --------------------------------------------- | --------- | ----------- |
| Les données manquantes sont à compléter. |                              |                                               |           |             |
| mars 1994                                | mars 2014                    | Jean-Louis Leroy                              |           |             |
| mars 2014                                | En cours (au 2 juillet 2020) | Éric Gillardin Réélu pour le mandat 2020-2026 |           | Agriculteur |

## Population et société

### Démographie
L'évolution du nombre d'habitants est connue à travers les recensements de la population effectués dans la commune depuis 1793. Pour les communes de moins de 10 000 habitants, une enquête de recensement portant sur toute la population est réalisée tous les cinq ans, les populations de référence des années intermédiaires étant quant à elles estimées par interpolation ou extrapolation. Pour la commune, le premier recensement exhaustif entrant dans le cadre du nouveau dispositif a été réalisé en 2008.

En 2022, la commune comptait 116 habitants, en évolution de +12,62 % par rapport à 2016 (Meurthe-et-Moselle : −0,13 %, France hors Mayotte : +2,11 %).
| 1793 | 1800 | 1806 | 1821 | 1836 | 1841 | 1861 | 1866 | 1872 |
| ---- | ---- | ---- | ---- | ---- | ---- | ---- | ---- | ---- |
| 123  | 123  | 119  | 112  | 154  | 137  | 125  | 133  | 109  |

| 1876 | 1881 | 1886 | 1891 | 1896 | 1901 | 1906 | 1911 | 1921 |
| ---- | ---- | ---- | ---- | ---- | ---- | ---- | ---- | ---- |
| 113  | 133  | 110  | 105  | 102  | 94   | 77   | 79   | 64   |

| 1926 | 1931 | 1936 | 1946 | 1954 | 1962 | 1968 | 1975 | 1982 |
| ---- | ---- | ---- | ---- | ---- | ---- | ---- | ---- | ---- |
| 77   | 58   | 66   | 62   | 56   | 62   | 64   | 62   | 64   |

| 1990 | 1999 | 2006 | 2008 | 2013 | 2018 | 2022 | - | - |
| ---- | ---- | ---- | ---- | ---- | ---- | ---- | - | - |
| 68   | 74   | 91   | 96   | 96   | 111  | 116  | - | - |

## Culture locale et patrimoine

### Lieux et monuments
- Château dit maison forte de Custine. Propriété des Custine aux XVIe et XVIIe siècles. Du château modifié au cours des siècles, il ne subsiste que le corps d'entrée à portail à bossages et deux échauguettes aux extrémités du bâtiment, transformé et repercé au XIXe siècle. Éléments défensifs.
- Maison forte de Wopersnow du XVIe siècle à base talutée. Transformée et partiellement repercée au XVIIIe siècle. Porte d'entrée datée 1729. Parties agricoles du XIXe siècle. Éléments défensifs, armoiries bûchées.
- Ferme lorraine typique, construite en 1709 (date portée par la clef de la porte charretière). Intérieur rénové dans les années 1920.
- Église paroissiale Saint-Denis, construite au XIIe siècle dont il subsiste la 1re travée du chœur et la partie droite du mur sud de la nef. Tour et chevet du XIIIe siècle. Agrandie au milieu du XIVe siècle vers le nord et l'ouest. Au XVe siècle, construction d'un ciborium dans l'angle nord-est de la nef. Au XVIe siècle, construction d'un ossuaire dans l'angle formé par le chœur et la chapelle Saint-Jean-Baptiste. Agrandissement ou restauration du chœur vers l'est en 1703 (date portée par la fenêtre sud du chœur) et transformation en sacristie de l'ancien ossuaire, avec un magnifique retable en bois, datant du XVIe siècle.

### Héraldique
| Blason de Villers-le-Rond | Blason  | De pourpre au chevron renversé d’or accompagné en chef d’un annelet du même.                                           |
| Blason de Villers-le-Rond | Détails | Différences entre dessin et blasonnement : le chevron ci-contre est un chevronnel. Créé par Dominique Larcher en 2009. |